# Mălina Olinescu
Mălina Olinescu, född 29 januari 1974 i Bukarest, död 12 december 2011, var en rumänsk popsångerska.
Mălina Olinescu var dotter till den kända sångerskan Doina Spătaru.
Olinescu deltog i talangtävlingen "Şcoala Vedetelor" 1996, som sändes i rumänsk tv, och erhöll tredjepris efter ett uppträdande på musikfestivalen i Mamaia samma år. Hon fick sitt musikaliska genombrott 1997 då hon fick en hit med låten Mi-e Dor De Tine. Hon representerade Rumänien i Eurovision Song Contest 1998 med bidraget Eu Cred och kom på 22:a plats med 6 poäng. Samma år släppte hon albumet Pot Să Zbor. Hon deltog i den rumänska uttagningen till tävlingen 2003 med bidraget Tacerea doare, men lyckades inte kvalificera sig till final. 2004 var hon tillsammans med Dan Teodorescu programledare för uttagningens första semifinal.
2000-2007 var hon gick med musikern Dan Stesco. Efter skilsmässan hamnade Olinescu i en djup depression och begick självmord 12 december 2011 genom att hoppa från en balkong.

## Diskografi
- Pot Să Zbor (1998)